# خوسيه روبنسون
خوسيه روبنسون (بالإسبانية: José Robinson) هو غطاس مكسيكي، ولد في 14 فبراير 1945 في رينوسا في المكسيك.

## وصلات خارجية
- خوسيه روبنسون على موقع الاتحاد الدولي للسباحة (الإنجليزية)
- خوسيه روبنسون على موقع أوليمبيديا (الإنجليزية)